# Тольфа
Тольфа (итал. Tolfa) — коммуна в Италии, располагается в регионе Лацио, подчиняется административному центру Рим.
Население составляет 5061 человек (на 2004 г.), плотность населения составляет 29 чел./км². Занимает площадь 167 км². Почтовый индекс — 059. Телефонный код — 0766.
Покровителем населённого пункта считается святой Эгидий. Праздник ежегодно празднуется 1 сентября.